# Saint James Parish
Saint James ist ein Landkreis (parish) im Nordwesten von Jamaika. Hauptstadt ist Montego Bay. Der Nationalheld Samuel Sharpe wurde hier geboren. Sangster International Airport ist einer der beiden internationalen Flughäfen auf Jamaika.

## Geschichte
Während der spanischen Kolonialzeit wurde von Montego Bay aus vor allem Schweineschmalz exportiert, was dem Ort den Namen Bahia de Manteca (Schmalzbucht) gab. Als die Engländer 1670 die Herrschaft übernahmen, war Saint James eines der ärmsten Gebiete auf der Insel, dünn besiedelt und ohne Städte.
Der Kreis ist benannt nach Jakob II. von England.
Nach dem Vertrag mit den Cimarrones (Maroons genannt) von 1739 blühte der Zuckerhandel auf. Mehr als 150 Schiffe pro Jahr brachten Sklaven aus Afrika und exportierten den Zucker. Montego Bay wurde zu dieser Zeit eine wohlhabende Stadt.
Montego Bay wurde mehrfach fast vollständig zerstört. 1795 und 1811 durch Feuer und 1831 bei einem Sklavenaufstand. Der von Sam Sharpe angeführte Aufstand richtete sich gegen die englischen Sklavenbesitzer, die sich weigerten, ihre Sklaven freizulassen. Sam Sharpe, der zunächst eine friedliche Lösung anstrebte, wurde in Montego Bay gehängt.
Nach dem Ende der Sklaverei trat der Handel mit Bananen an Stelle der Zuckerindustrie. Er trug auch zum Aufbau von Jamaika als Touristenziel bei.

## Geographie
Saint James grenzt im Osten an Trelawny Parish, im Süden an Saint Elizabeth Parish und im Westen an Hanover Parish und Westmoreland Parish. Auf 595 km² lebten 2001 178.000 Menschen.
Wie auch die anderen Landkreise im Norden der Jamaikas besteht auch der Boden Saint James’ zu großen Teilen aus Kalkstein. Die Nassau-Berge erstrecken sich quer über das Gebiet. Die höchste Erhebung, südlich von Montego Bay, liegt bei 1524 Metern.
Der Grenzfluss Great River (zu Saint James und Hannover) und der Montego River, der im Zentrum von Saint James entspringt, sind die wichtigsten Flüsse.

## Wirtschaft
Tourismus ist der wichtigste Wirtschaftszweig in Saint James, jeder vierte Einwohner arbeitet hier. Über 500.000 Touristen besuchen den Landkreis im Jahr, ein Drittel der gesamten Touristen auf Jamaika.
Daneben spielen Land- und Forstwirtschaft eine wichtige Rolle. Insbesondere die Textilindustrie und Holzverarbeiter haben sich hier niedergelassen.

## Interessante Orte
- Rose Hall, östlich von Ironshore. Ein Haus aus dem 18. Jahrhundert, in dem angeblich die Frau des Erbauers spuken soll. Es zieht jährlich rund 100.000 Touristen an.
- Sam Sharpe Square in Montego Bay. Hinrichtungsort von Sam Sharpe, eine Statue erinnert an ihn und seine Mitstreiter während der Revolution von 1831.
- Creek Dome. Ehemaliger Teil der Trinkwasserversorgung.
- Old Fort. Eine 1774 erbaute Festung zum Schutz von Montego Bay.
- The Cage. Ehemaliges Sklavengefängnis und heute Touristeninformation und Museum.